# Озанам, Жак
Жак Озана́м (фр. Jacques Ozanam, 16 июня 1640, Сент-Олив (департамент Эн) — 3 апреля 1718, Париж) — французский математик, профессор Сорбонны, адъюнкт Парижской академии наук с 1701 года. Опубликовал несколько трудов, сыгравших важную роль в развитии математики. В некоторых русских источниках его фамилия ошибочно транскрибирована как Оцанам.

## Биография
Родился в семье крещёных евреев. Математику освоил самостоятельно, и уже в 15 лет написал свой первый трактат. После опубликования им отличного сборника тригонометрических таблиц Озанам получил приглашение преподавать в Париже.

## Труды и научная деятельность

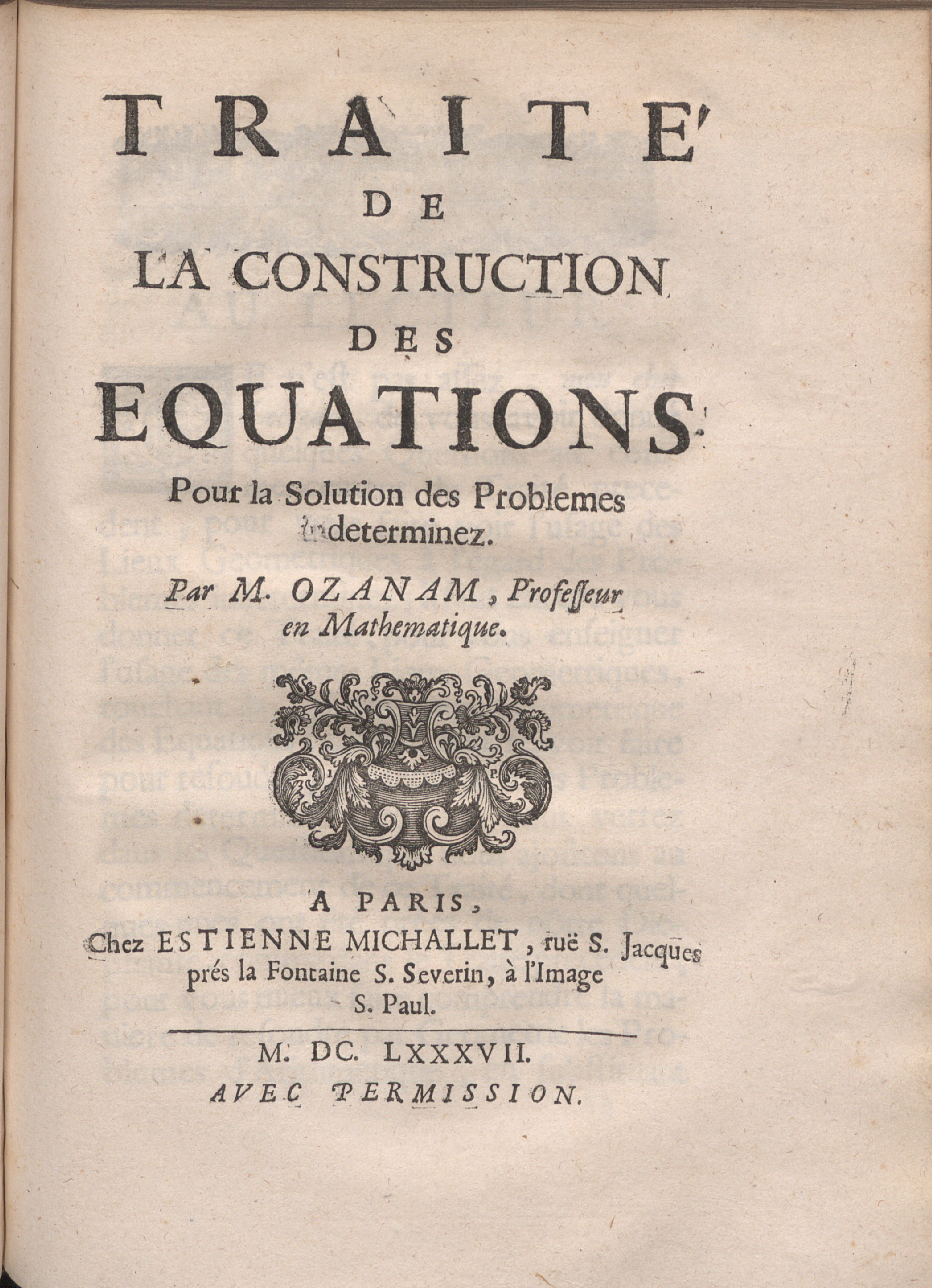
Traité de la construction des equations pour la solution des problemes indeterminez, 1687

Тематика работ Озанама была довольно разнообразна; например, он исследовал одну из квадратрис, получившую его имя:
{\displaystyle x=2a\sin ^{2}{\frac {y}{2a}}}
Но основной научной заслугой Озанама стали его монографии.
- 1670: подробные таблицы синусов, тангенсов и секансов (Table des sinus, tangentes, et sécantes), самые точные на тот момент.
- 1684: Практическая геометрия (Geometrie pratique).
- 1688: Использование компаса (De l'usage du compas).
- 1690: Математический словарь (Dictionnaire mathématique).
- 1693: Курс математики в пяти томах (Cours de mathématiques).
- 1694: Трактат о фортификации (Traité de la fortification).
- 1694: Математические и физические развлечения в двух томах (Récréations mathématiques et physiques). Этот сборник приобрёл значительную популярность, неоднократно переиздавался и немало способствовал развитию математического образования. Переработанная и дополненная редакция (в четырёх томах) была впоследствии опубликована Ж. Э. Монтукля в 1778 году.
- 1698: Новая тригонометрия (Nouvelle Trigonométrie).
- 1702: Новые начала алгебры (Nouveaux Éléments d'Algèbre). Эту книгу Г. В. Лейбниц назвал лучшим для своего времени сочинением по алгебре.
- 1711: Перспектива (La Perspective).
- 1711: География и космография (La Géographie et Cosmographie).